# Roland Copé
Pour les articles homonymes, voir Copé.
Roland Copé est un spécialiste français de proctologie médicochirurgicale, diplômé en cancérologie, né le 14 mars 1930 à Charenton-le-Pont (Seine). Il est également comédien.

## Biographie
Né le 14 mars 1930 à Charenton-le-Pont au sein d’une famille juive ashkénaze d’origine roumaine, il est le fils d’un médecin généraliste, le docteur Marcu Hirs Copelovici, devenu Marcel Copé après avoir fui en 1926 l'antisémitisme roumain de la région d'Iași.
Il échappe en 1943 à une rafle des nazis grâce à un couple d’Aubusson (Creuse), fait plus tard « justes parmi les nations ».

### Médecine

#### Parcours
En 1957, Roland Copé découvre la proctologie, spécialité alors relativement méconnue, en devenant attaché de consultation dans le service du Pr Roger Cattan à l’hôpital Saint-Antoine à Paris. Il y  apprend notamment la chirurgie des hémorroïdes et des fistules anales suivant des méthodes différentes de celles pratiquées par les chirurgiens de l’époque[réf. nécessaire]. Il devient l’un des premiers membres de la société française de proctologie, créée par Alfred Bensaude et Jean Arnous en 1958. De 1961 à 1974, il est par ailleurs médecin de la Croix-Rouge. Chargé de la création d’un centre de proctologie à l’hôpital Goüin à Clichy, il en  devient chef de service en 1971. En 1984, il est élu professeur au Collège de médecine des hôpitaux de Paris.
Il est également l’un des premiers proctologues à être membre de la Société française de cancérologie privée et à entrer au bureau de cette société dès 1981.

#### Apport scientifique et académique
Roland Copé a contribué à faire mieux connaître la proctologie auprès des chirurgiens et des gastro-entérologues mais aussi auprès des médecins généralistes et des spécialités frontières, en particulier les gynécologues et les dermatologues. À cet effet, il crée dans son service de l’hôpital Goüin un cycle d’enseignement de proctologie. Il prend également part au cycle d’enseignement des professeurs Hollender et Grenier à Strasbourg et au cycle d’enseignement du professeur Sarles à Marseille[réf. nécessaire].
Membre enseignant au diplôme universitaire (DU) de proctologie créé dans les années 1980, il organise en outre des conférences aux côtés des confrères généralistes Amicales de Paris et des conférences à la société de cancérologie, communiquant en particulier sur les cancers anaux et colorectaux.

### Carrière d'acteur
En parallèle à sa carrière médicale, Roland Copé a entrepris une carrière d’acteur au cinéma et à la télévision.
En 1997, il devient ainsi élève du cours de Jean-Pierre Hané au conservatoire Erik Satie du 7e arrondissement de Paris.

### Patronyme et Famille
Roland Copé est né Copel. Par décret du 11 juillet 1956 il est autorisé à s'appeler Copé.[réf. nécessaire]
Il est le père de l'homme politique Jean-François Copé.

## Films médicaux
Roland Copé a été un des premiers proctologues à réaliser, avec Monique Copé, son épouse, des films sur la proctologie à usage pédagogique. Il a notamment produit un film sur l‘examen proctologique en 1978 et une série de trois sujets : « La proctologie sans frontière » (Les suppurations anales, 1991, La maladie hémorroïdaire, 1993, Proctologie  et sida, 1994). Ces films ont obtenu le prix du festival médico-chirurgical (Deauville).

## Publications
- Le guide de proctologie, monographie de 120 pages illustrées de 200 photos[5],  éd. Servier
- Les suppurations anales, Monographie de 40 pages illustrée de dessins et photos couleurs originales,  éd. Gedy
- La vénérologie anale de l’anus (M.S.T.), L’année du médecin,  éd. Flammarion
- Atlas de la maladie hémorroïdaire, illustré de 200 photos et 60 schémas, Premier prix de l'Académie de médecine de Paris,  éd. Louis Pariente
- Le cancer de l’anus, Encyclopédie des cancers digestifs,  éd. Flammarion
- Mélanomes malins de l’anus, Atlas des maladies rares en proctologie,  éd. Flammarion
- Les abcès et les fistules de l’anus, Monographie de 30 pages illustrées de dessins et photos couleurs originales,  éd. Cahiers de chirurgie
- Abrégé de proctologie (coauteurs Roland Copé et Jean-Claude Sarles),  éd. Masson
- Sida et chirurgie : Pathologie ano-rectale, monographie de l’association française de chirurgie
- Atlas des maladies rares en proctologie, « Traumatismes : Ulcération pathomimique »
- Abrégé de proctologie,  éd. Cycle d’enseignement de proctologie de l’hôpital Goüin
- Les hémorroïdes de la grossesse - Proctologie en gynécologie obstétrique  éd. du SYNGOF (Syndicat national des gynécologues obstétriciens de France), octobre 2009.
- « Actualités cliniques et thérapeutiques : localisation peu fréquente et trop souvent méconnue de la papillomatose, chez la femme »  éd. du SYNGOF, septembre 2010.

## Filmographie

### Télévision
- 2006 : Navarro
- 2007 et 2008 : Diane, femme flic
- 2007 et 2009 : PJ.
- 2008 et 2014 : Plus belle la vie  (Gaston Fiquin) sur France 3[11].
- 2008 : Marie-Octobre de Josée Dayan
- 2010 : Un lien incertain de Josée Dayan
- 2010 : À la recherche du temps perdu de Nina Companéez
- 2011 : Notre paradis de Gaël Morel
- 2011 : Louis XI, le pouvoir fracassé d'Henri Helman
- 2011 : Louis XVI, l'homme qui ne voulait pas être roi de Thierry Binisti
- 2012 : La Chartreuse de Parme de Cinzia TH Torrini
- 2014 : Richelieu, la Pourpre et le Sang d'Henri Helman
- 2014 : Mongeville (épisode À l'heure de notre mort) : Lucien Belfond
- 2016 : Monsieur Paul d'Olivier Schatzky : Un ancien déporté

### Cinéma
- 2006 : Les Brigades du Tigre[12]
- 2010 : La Rafle : maréchal Pétain[2]
- 2010 : Donnant Donnant d'Isabelle Mergault

### Web série
- 2013 : OScar Bac+5 Chomeur